# Pyeong-dong, Suwon
Pyeong-dong (koreanska: 평동) är en stadsdel i staden Suwon i provinsen Gyeonggi i den nordvästra delen av Sydkorea, 35 km söder om huvudstaden Seoul. Den ligger i stadsdistriktet Gwonseon-gu.